# Esa Saario
Esa Matti Saario (né le 22 novembre 1931 à Nummi en Finlande) est un acteur finlandais. 

## Biographie
Esa Saario commence à étudier à l'école supérieure de théâtre d'Helsinki en 1956. Le directeur de l'académie, Wilho Ilmari, et d'autres enseignants lui permettent de sauter une année d'école en raison de ses dons exceptionnels. Il obtient son diplôme en seulement deux ans,.
Il travaille comme acteur pour le Théâtre national de Finlande de 1958 jusqu'à sa retraite en 1997. Il joue son premier rôle en 1954 et le dernier en 2001 ; il joue dans plus de 200 rôles différents au cours de sa carrière. Ses rôles les plus mémorables sur scène sont Orgon dans Le Tartuffe ou l'Imposteur, Malcolm dans Macbeth, l'acteur/prêtre dans Hamlet et Amiens dans Comme vous l'aimez.
Esa Saario joue également dans plusieurs dramatiques radio diffusées par le radiodiffuseur national finlandais Yle. Ses rôles dramatiques à la radio incluent le policier Karhunen dans Noita Nokinenä, Marvin dans Le Guide du voyageur galactique et plusieurs rôles dans Les Hommes du ministère,.
Ses rôles cinématographiques les plus célèbres sont l'homme politique Janne Kivivuori dans les films Ici, sous l'étoile du Nord et Akseli et Elina. Il tient le premier rôle à l'écran dans les films Sven Tuuva le héros et Kankkulan Kaivolla,.
Saario est également membre de la Union des acteurs finlandais (finnois : Suomen näyttelijäliitto, Suédois: Finlands skådespelarförbund), du Conseil des acteurs du Théâtre national finlandais et du Conseil du Théâtre national finlandais. Il est membre honoraire de Nummi-Seura Ry, l'association locale du patrimoine de Nummi, depuis le 9 juin 2020 : le conseil d'administration de Nummi-Seura a ainsi reconnu le travail important et durable de Saario pour Nummi-Seura et pour la préservation du patrimoine local de Nummi pour les générations futures.